# Standard & Poor's Commodity Index
L'indice Standard & Poor's Commodity Index (SPCI) è un indice sulle commodity che misura le variazioni di prezzo incrociando le materie prime del settore agricolo e di quello industriale attualmente quotate al mercato future su un paniere di 5 macro aree: Energetici, Metalli, Cereali, Carni, Fibre e Coloniali.
Sono incluse nell'indice unicamente le commodity utilizzate in ambito industriale. I pesi all'interno dell'indice sono determinati dal valore del dollaro del Commercial Open Interest (COI) di ogni commodity e ribilanciati ogni anno a febbraio.

## Materie prime facenti parte dell'indice e loro peso (2006)
- Natural Gas (17.65%)
- Unleaded Gas (12.16%)
- Heating Oil (12.13%)
- Crude Oil (11.41%)
- Wheat (5.15%)
- Live Cattle (4.87%)
- Corn (4.48%)
- Coffee (3.88%)
- Soybeans (3.84%)
- Sugar (3.80%)
- Silver (3.67%)
- Copper (3.39%)
- Cotton (3.22%)
- Soybean Oil (2.98%)
- Cocoa (2.79%)
- Soybean Meal (2.57%)
- Lean Hogs (2.04%)

## Altri indici
- Commin Commodity Index
- Dow Jones-AIG Commodity Index
- Goldman Sachs Commodity Index
- Reuters/Jefferies CRB Index